# Streitkräfte Chiles

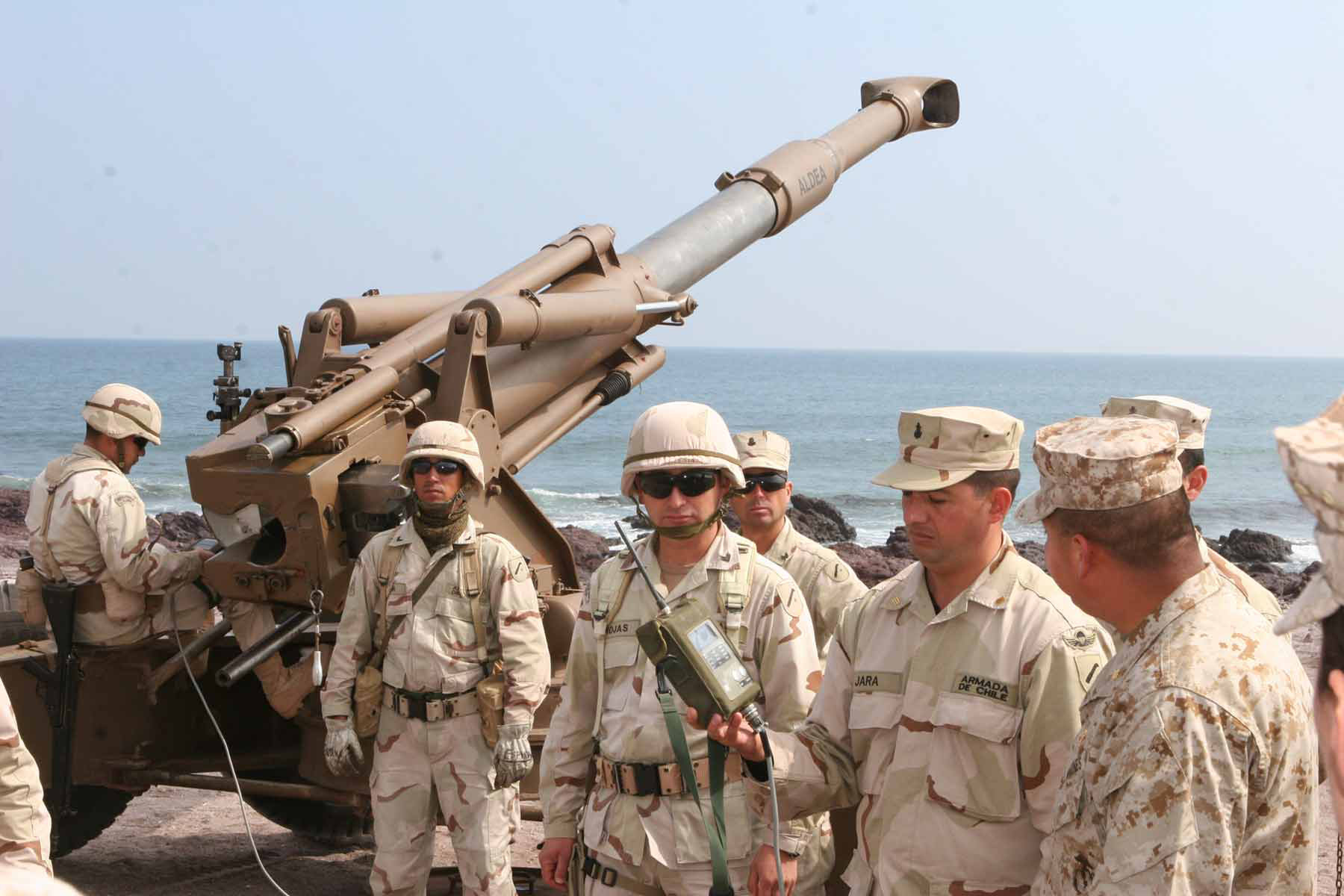
Soldaten der Armada de Chile (Marineinfanterie), Juni 2007

Die Streitkräfte Chiles (spanisch Fuerzas Armadas de Chile) bestehen aus den Teilstreitkräften Heer, Marine, Luftwaffe und der nationalen Polizei (Carabineros de Chile). Im Jahre 2022 umfassten die Streitkräfte der Republik Chile insgesamt 68.500 Soldaten und 44.700 Paramilitärs.

## Organisation
Die Streitkräfte unterstehen dem Oberbefehl des chilenischen Präsidenten, die militärischen Dienstgeschäfte werden vom Verteidigungsminister geführt. Seit der Verfassung von 1980 besaßen die Teilstreitkräfte politische Autonomie und unterstanden nicht der Exekutive, sondern bildeten quasi eine vierte Staatsgewalt. Damals konnte auch der Präsident die militärische Führung nicht ihrer Ämter entheben. Erst seit der Verfassungsänderung im August 2002 kann der Präsident die leitenden Offiziere entlassen.
In Chile herrscht eine allgemeine Wehrpflicht mit einer Dauer von 12 Monaten für das Heer und 22 Monaten für die Marine und Luftstreitkräfte. Dennoch werden alle nötigen Plätze durch Freiwillige belegt. 2021 waren 18 % des Personals Frauen.
Das Einzugsalter liegt bei 18 Jahren. Im Jahr 2022 dienten ca. 68.500 Mann in den Streitkräften und nochmals 44.700 Mann als Paramilitärs Im Jahr 2023 betrugen die Militärausgaben etwa 5,5 Milliarden US-Dollar, bezogen auf das Bruttosozialprodukt waren dies etwa 1,6 %. Auch die Polizei, Grenzpolizei, Küstenwache, Rettungsdienste und andere Sicherheitskräfte sind dem Verteidigungsministerium unterstellt und werden aus seinem Etat finanziert.

## Geschichte

Escuela Militar in Santiago de Chile, Hauptkadettenanstalt des chilenischen Heeres (1916)

### Unabhängigkeit
Die Unabhängigkeitsbewegung in Chile entstand mit der Machtübernahme von Napoleons Bruder Joseph in Spanien im Jahr 1808. Am 18. September 1810 wurde eine Junta ins Leben gerufen, die die Treue Chiles zum abgesetzten König Ferdinand VII. erklärte, und zwar als eine autonome Provinz innerhalb des spanischen Königreichs. Dieses Datum feiert man in Chile als den Beginn der Unabhängigkeit. Wenig später erklärte Chile seine totale Losbindung von Spanien und der Monarchie.
1814, nach dem Ende des Spanischen Unabhängigkeitskrieges und der Niederlage der Patrioten in der Schlacht von Rancagua, übernahm Spanien wieder die uneingeschränkte Macht in Chile. Die Spanier wurden aber in der Schlacht von Chacabuco durch ein chilenisch-argentinisches Heer unter General José de San Martín geschlagen. In der Schlacht von Maipú 1818 brach der spanische Widerstand endgültig zusammen. Seit 1819 findet jedes Jahr in Santiago die Große Militärparade statt, die aus einer Parade der Truppen der chilenischen Streitkräfte und der Polizei vor dem Präsidenten der Republik besteht.
Am 17. April 1830 stürzte Diego Portales Palazuelos in der Schlacht von Lircay die liberale Regierung. Portales regierte (indirekt) bis August 1831 mit diktatorischen Mitteln. Im Jahre 1833 entstand mit Hilfe Portales eine streng präsidiale Verfassung. Diese stark zentralistische Verfassung gewährte Chile eine lange Zeit der Stabilität, bis zum Bürgerkrieg von 1891.
Von 1836 bis 1839 kam es zum Peruanisch-Bolivianischen Konföderationskrieg gegen Bolivien und Peru, den die Chilenen gewannen. Am 17. September 1865 erklärte Chile Spanien den Krieg (Spanisch-Südamerikanischer Krieg), nachdem Spanien versucht hatte mit militärischen Mitteln in Peru Einfluss zu gewinnen. Es kam daraufhin zu den Seegefechten bei Papudo sowie bei Abtao vor der Insel Chiloé. Am 5. Dezember 1865 verbündete sich auch Peru mit Chile, um den gemeinsamen Feind zu bekämpfen. Die Spanier beschossen am 31. März 1866 die Stadt Valparaíso massiv. Der Konflikt mit Spanien konnte aber erst in Verträgen von 1871 und 1883 endgültig gelöst werden.
Im Salpeterkrieg von 1879 bis 1884 besetzte Chile die bis dahin zu den Nachbarländern Peru und Bolivien gehörende Atacamawüste, Lima und Teile der Pazifikküste von Peru. Im Friedensvertrag von 1904 zwischen Chile und Bolivien musste Bolivien an Chile seinen freien Zugang zum Pazifik abtreten. Nach dem Ende des Salpeterkrieges wurde das chilenische Militär neu organisiert und modernisiert. Der preußische Artilleriehauptmann Emil Körner stieg im chilenischen Bürgerkrieg von 1891 zum General auf und wurde 1900 Generalinspekteur des chilenischen Heeres.

### Erster und Zweiter Weltkrieg sowie Nachkriegszeit
Chile blieb im Ersten Weltkrieg neutral. Nachdem Chile lange Zeit auch im Zweiten Weltkrieg neutral geblieben war, beschloss Präsident Juan Antonio Ríos Morales am 14. Februar 1945 an der Seite der Alliierten in den Krieg einzutreten, aber der Einfluss Chiles auf den Kriegsausgang blieb unbedeutend. Das Kupfergesetz von 1958 (Ley del Cobre Reservado) bestimmte, dass 10 Prozent der Kupferexporterlöse ausschließlich dem Militär zustünden.

### Seit Pinochet

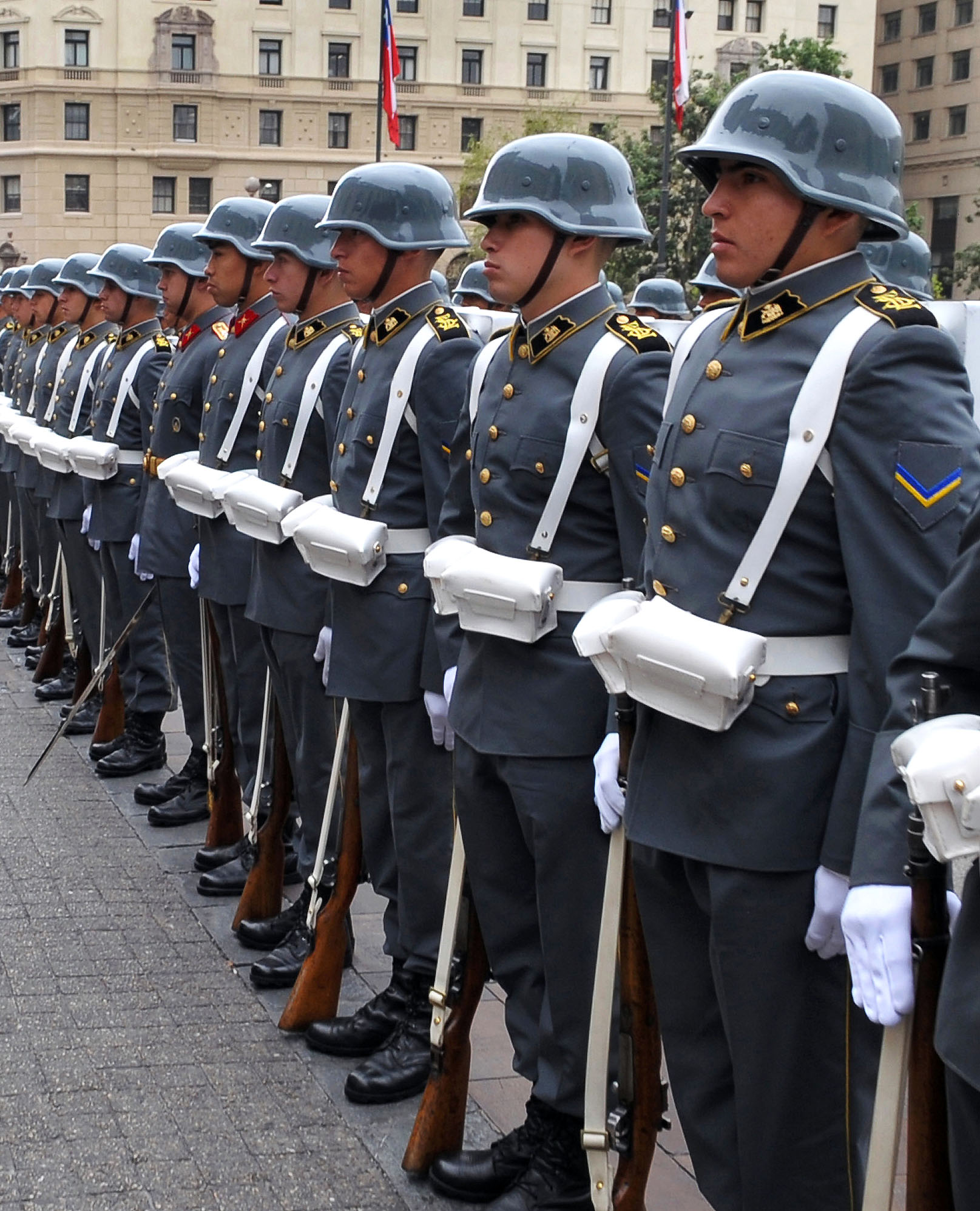
Chilenische Ehrengarde

Am 11. September 1973 kam es zu einem blutigen Militärputsch gegen die gewählte Regierung. Präsident Allende beging in der Moneda Suizid. Hunderte seiner Anhänger kamen in diesen Tagen ums Leben, Tausende wurden inhaftiert. Sämtliche staatlichen Institutionen in ganz Chile waren binnen Stunden vom Militär besetzt. Die Macht als Präsident einer Junta übernahm General Augusto Pinochet. Überall im Land errichtete das Militär Geheimgefängnisse, in denen Oppositionelle und deren Sympathisanten nicht selten zu Tode gefoltert oder unter anderem mit Flugzeugen hinaus aufs Meer geflogen und dort hinausgeworfen wurden. Tausende Chilenen gingen daher wegen der fortgesetzten Menschenrechtsverletzungen ins Exil (→ Folter in Chile).
Im Dezember 1978 verschärfte sich der Beagle-Konflikt mit Argentinien und es kam zu kriegerischen Drohungen gegen Chile. Die unbewohnten Inseln Lennox, Picton und Nueva im Beagle-Kanal wurden zum Streitpunkt, vor allem weil in der Gegend größere Öl-Reserven vermutet wurden. Der Streit erreichte seinen gefährlichsten Höhepunkt am 22. Dezember 1978, als Argentinien die Operation Soberanía startete, um die Inseln militärisch zu besetzen und in Kontinental-Chile einzumarschieren. Der 1989 nach 15-jähriger Diktatur frei gewählte Präsident Patricio Aylwin begann mit der Aufarbeitung der Verbrechen der Militärdiktatur: Im November 1993 standen erstmals Offiziere wegen Menschenrechtsverletzungen vor Gericht.
Im Jahr 2000 wurde der Sozialist Ricardo Lagos neuer chilenischer Präsident. Sein Programm sah die Einbindung des Armee-Budgets in den staatlichen Haushalt vor.

### Traditionen

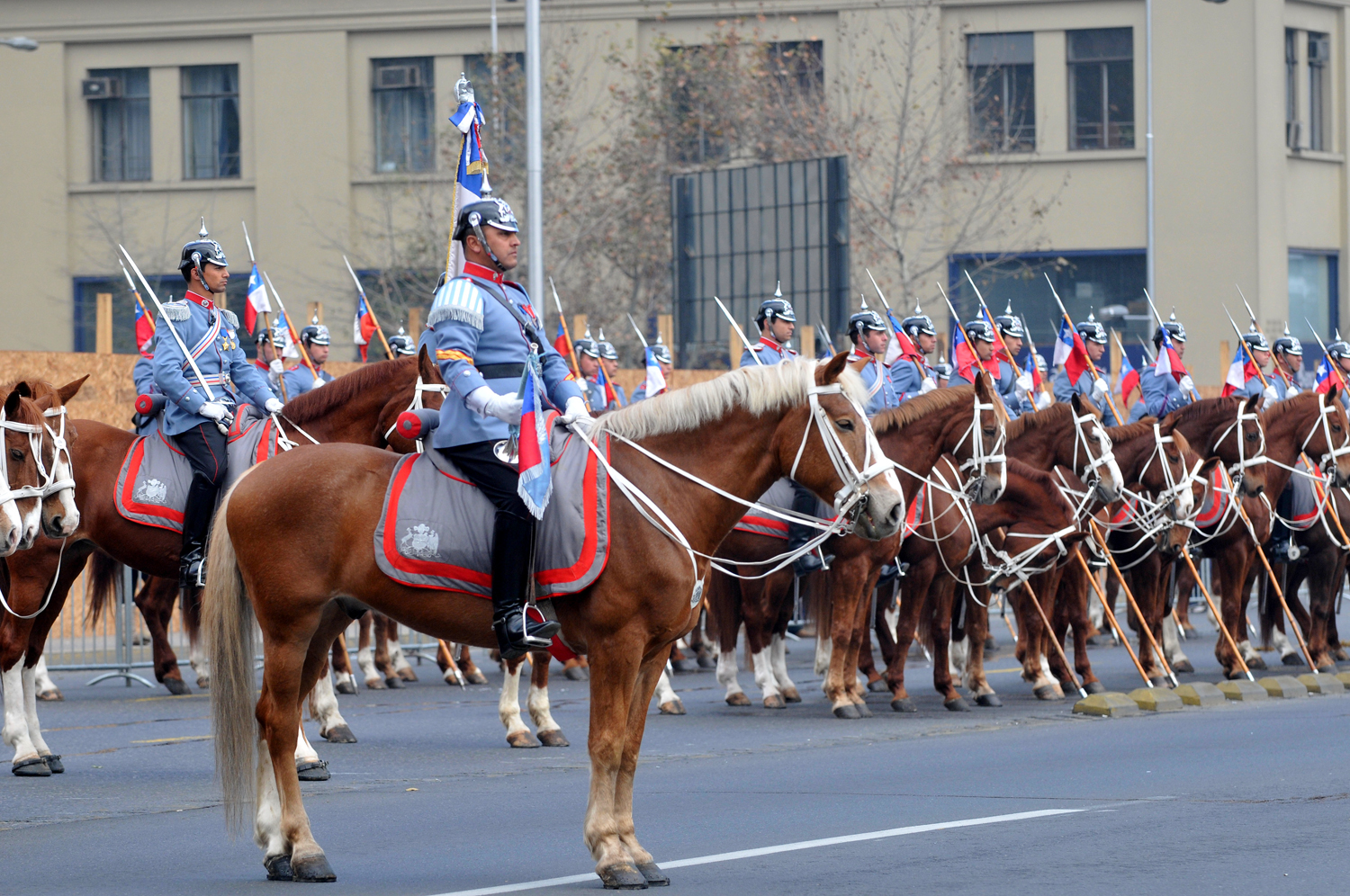
Chilenische Präsidentengarde (Grenadiere zu Pferd) in ihren seit 2011 erneut verwendeten klassischen preußischen Dragoneruniformen

Da in der Zeit vor dem Ersten Weltkrieg deutsche Ausbilder wesentlichen Anteil am Ausbau der chilenischen Armee hatten, besonderen Einfluss  hatte Emil Körner, hat sich eine Fülle von deutschen Militärtraditionen in Chile verwurzelt und erhalten (so genannte prusianización). So ähneln beispielsweise die Paradeuniformen der von Körner reformierten chilenischen Hauptkadettenanstalt in Santiago bis heute den deutschen Kadettenuniformen aus der Zeit des Kaiserreichs (von Farbgebung und Schnitt des Waffenrocks bis hin zur Pickelhaube mit Haarschweif). Das Exerzierreglement entspricht in weiten Teilen dem preußisch-deutschen. Ebenfalls übernommen wurden der preußische Stechschritt für Paraden und zahlreiche Militärmärsche aus der preußischen Armeemarschsammlung (daneben auch viele österreichische Märsche) sowie eine Vielzahl von Stücken aus dem deutschen militärischen Liedgut in spanischer Übersetzung (beispielsweise das Lied Der gute Kamerad). Die Paradeuniformen der regulären Heereseinheiten sind grau; zu ihnen gehört der deutsche M35-Stahlhelm, der als Helm der Wehrmacht während des Zweiten Weltkriegs verwendet wurde. Bei den Husaren gibt es eine Kunstreiterschwadron, deren schwarze Uniform an preußische Totenkopfhusaren erinnert. Das Eliteregiment der Grenadiere zu Pferd (Granaderos), die als Präsidentengarde fungieren und bis dahin reichswehrähnliche Kavallerieuniformen mit deutschem Stahlhelm und den traditionellen Lanzen trugen, erhielt 2011 die ursprüngliche hellblaue Paradeuniform mit Pickelhaube aus der Zeit der Prussianisierung zurück, die an die Uniform der preußischen Dragoner angelehnt ist. Ebenso trägt die Traditionsartillerie vom 1. Artillerieregiment Tacna, das bei offiziellen Anlässen die Salutkanonen bedient und bis 2011 Paradeuniformen im Stil der deutschen Zwischenkriegszeit verwendete, seither wieder klassische dunkelblaue Uniformen mit schwarzen, rot paspelierten Aufschlägen und den traditionell mit einer Kugel anstelle der Spitze versehenen Pickelhauben der preußischen Artillerie.

## Heer (Ejército de Chile)

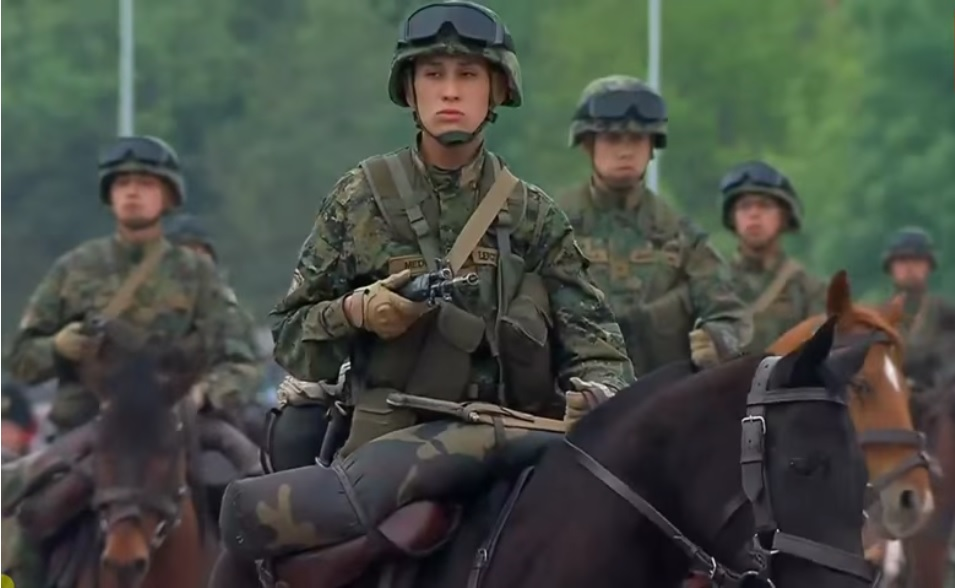
Chilenische Husaren in modernem Kampfanzug (2015)

Wappen der Ejército de Chile

Das chilenische Heer wird vom Hauptquartier des Oberkommandos in Santiago de Chile geführt. Oberbefehlshaber der chilenischen Landstreitkräfte ist der General Javier Eduardo Iturriaga del Campo. Die Stärke der chilenischen Landarmee wird 2022 mit rund 37.500 Heeresangehörigen angegeben. Die Teilstreitkraft ist in sechs Divisionen eingeteilt. Die Infanterie gilt als die am besten ausgebildete in Lateinamerika. Eine Luftlandebrigade ist in Rancagua stationiert, Spezialkräfte in Colina. Das chilenische Heer gehört zu den wenigen Armeen der Welt, die auch heute noch eine moderne Kavallerie unterhalten, die als voll berittene Einheit neben dem Einsatz auf Panzerfahrzeugen auch tatsächlich kavalleristisch eingesetzt und trainiert wird.
Die chilenischen Landstreitkräfte verfügen unter anderem über 48 M109, 30 Leopard 1V, 140 Leopard 2 A4, 173 Marder 1A3, 18 YPR-765, etwa 306 M113 (diverse Ausführungen) und 200 HMMWV. Die Heeresflieger verfügten Ende 2022 über 8 Transportflugzeuge (2 CASA C-212, 3 CASA CN-235 und 3 Cessna 208) und etwa 27 Hubschrauber (10 Eurocopter AS332/AS532 (weitere 18 geplant), 5 Eurocopter AS 350, 1 AS355, 8 MD530F und 3 SA330).

## Marine (Armada de Chile)

Wappen der Armada de Chile

Admiral Juan Andrés De La Maza Larraín leitet eine 19.800 Mann starke Marine (inklusive 3600 Marineinfanteristen und 400 Marinefliegern).

### Kriegsschiffe
Die Flotte umfasst 40 Schiffe, davon sind acht Fregatten für größere Einsätze vorgesehen. Sie sind in Valparaíso beheimatet und bilden zusammen mit dem Betriebsstofftanker Almirante Montt (AO-52) der Henry-J.-Kaiser-Klasse die Escuadra Nacional. In Valparaiso liegen darüber hinaus noch einige amphibische Einheiten. Außerdem besitzt die Marine vier U-Boote, die in Talcahuano stationiert sind. Zwei davon repräsentieren die modernsten Exemplare der Scorpène-Klasse, die anderen beiden sind Boote der Klasse 209.
|  | Armada de Chile (Abzeichen) |

Fregatten der chilenischen Marine
- Adelaide-Klasse:
  - Fregatte Almirante Latorre (FFG-14), (frühere australische Melbourne)
  - Fregatte Capitán Prat (FFG-11), (frühere australische Newcastle)
- M- oder Karel-Doorman-Klasse:
  - Fregatte Almirante Blanco Encalada (FF-15), (frühere niederländische Abraham van der Hulst)
  - Fregatte Almirante Riveros (FFG-18), (frühere niederländische Tjerk Hiddes)
- Type-22- oder Broadsword-Klasse:
  - Fregatte Almirante Williams (FF-19), (frühere britische Sheffield)
- Typ 23- oder Duke-Klasse:
  - Fregatte Almirante Lynch (FF-07), (frühere britische Grafton)
  - Fregatte Almirante Cochrane (FF-05), (frühere britische Norfolk)
  - Fregatte Almirante Condell (FF-06), (frühere britische Malborough)

weitere Schiffe (Auswahl)
- Foudre-Klasse:
  - Docklandungsschiff Sargento Aldea (LSDH-91), (frühere französische Foudre)
- BATRAL-Klasse:
  - Landungsschiff (Panzerlandungsschiff) Rancagua (LST-92)
  - Landungsschiff (Panzerlandungsschiff) Chacabuco (LST-95)

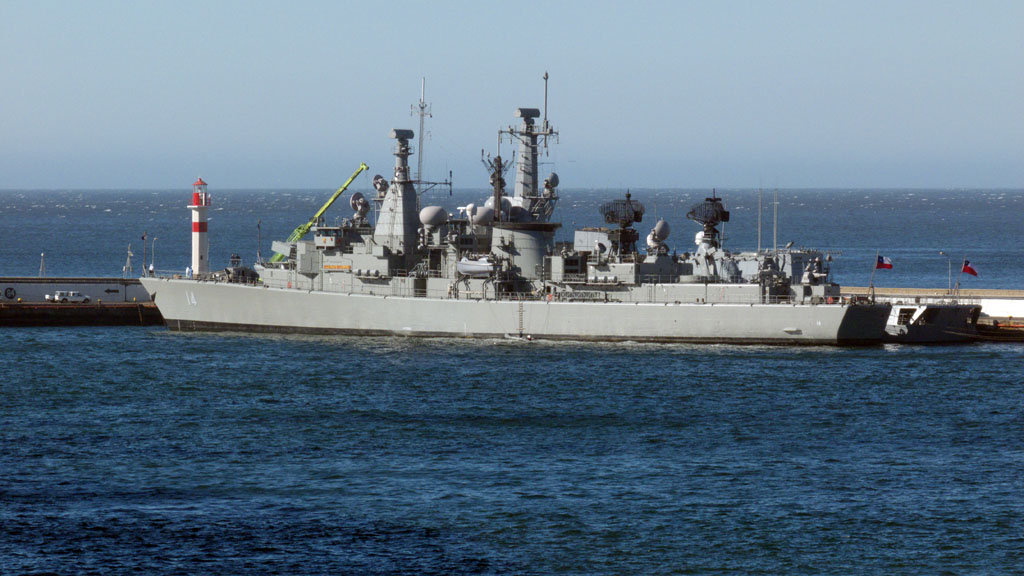
Fregatte Almirante Latorre (FFG-14)
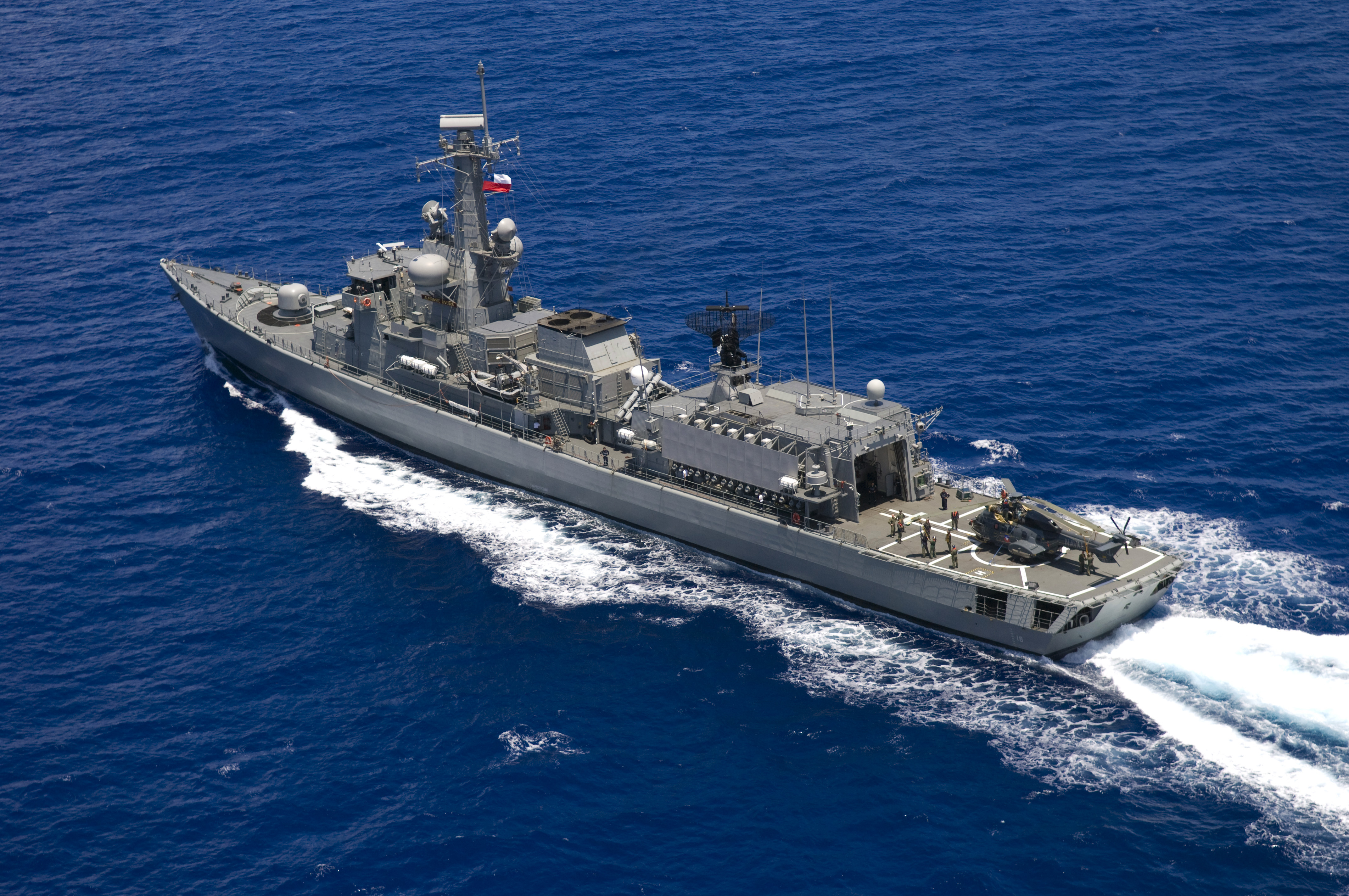
Zerstörer Almirante Riveros (FFG-18)
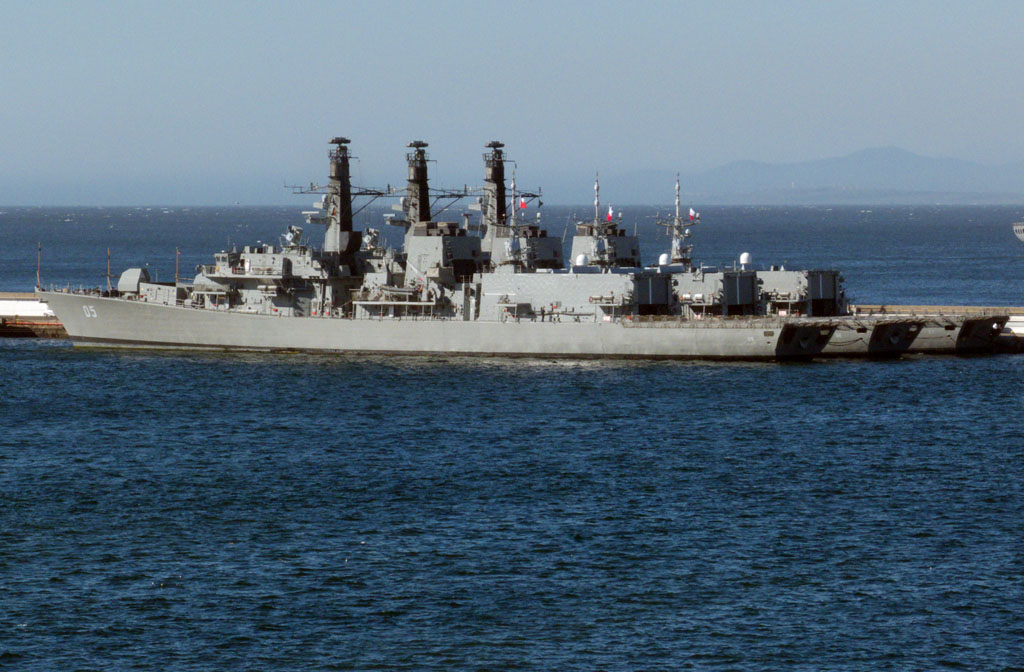
Die drei Fregatten der Duke-Klasse (FF-05 bis FF-07)
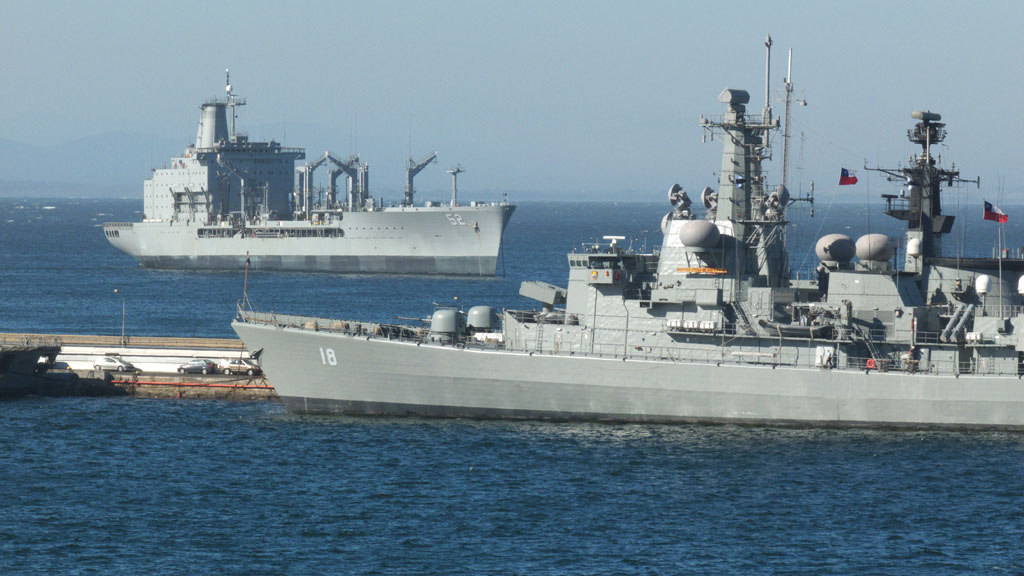
Tanker Almirante Montt (AO-52) und Fregatte Almirante Riveros (FFG-18)
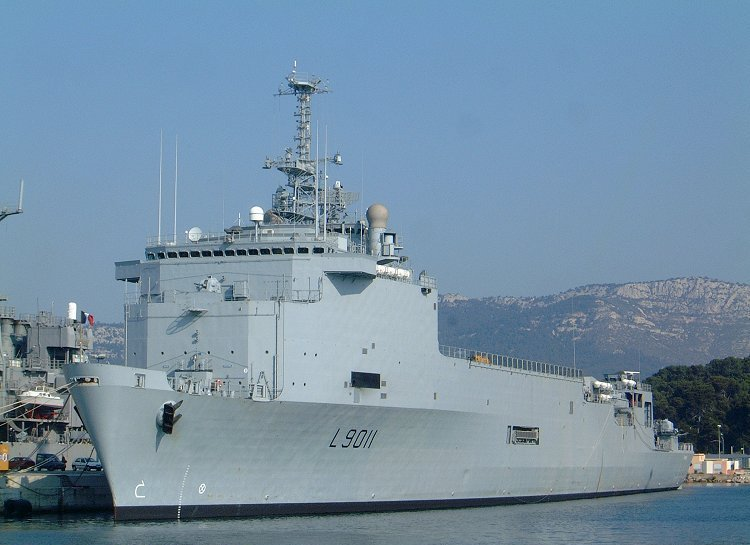
Docklandungsschiff Foudre, heute: Sargento Aldea (LSDH-91)
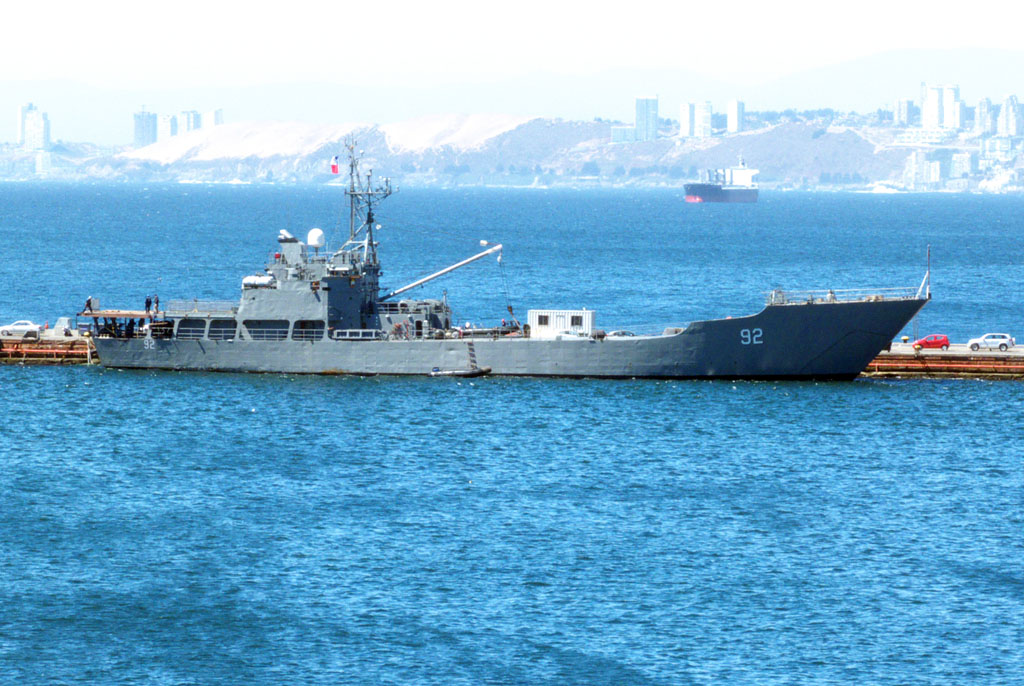
Landungsschiff Rancagua (LST-92)
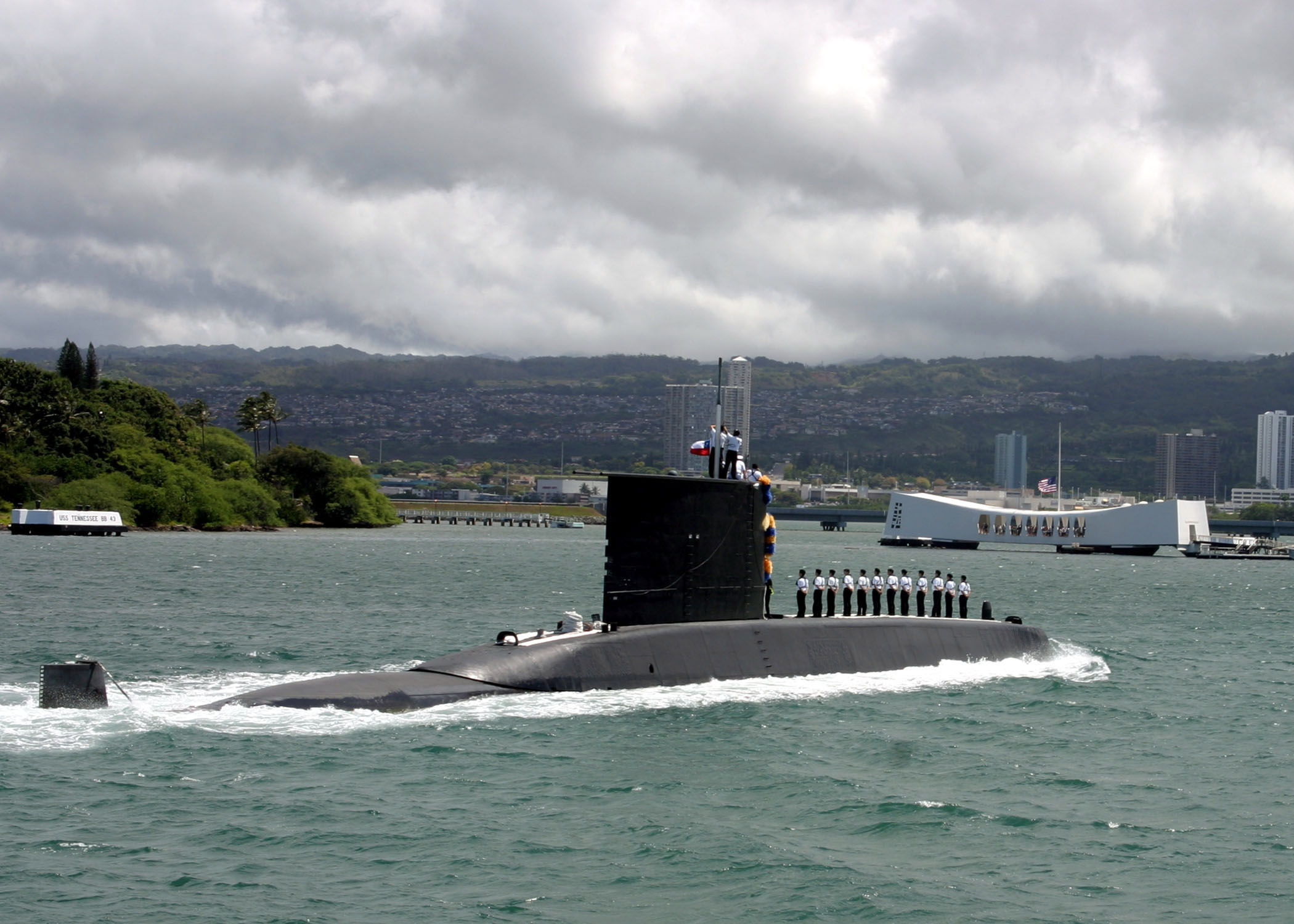
U-Boot CS Simpson (SS-21)
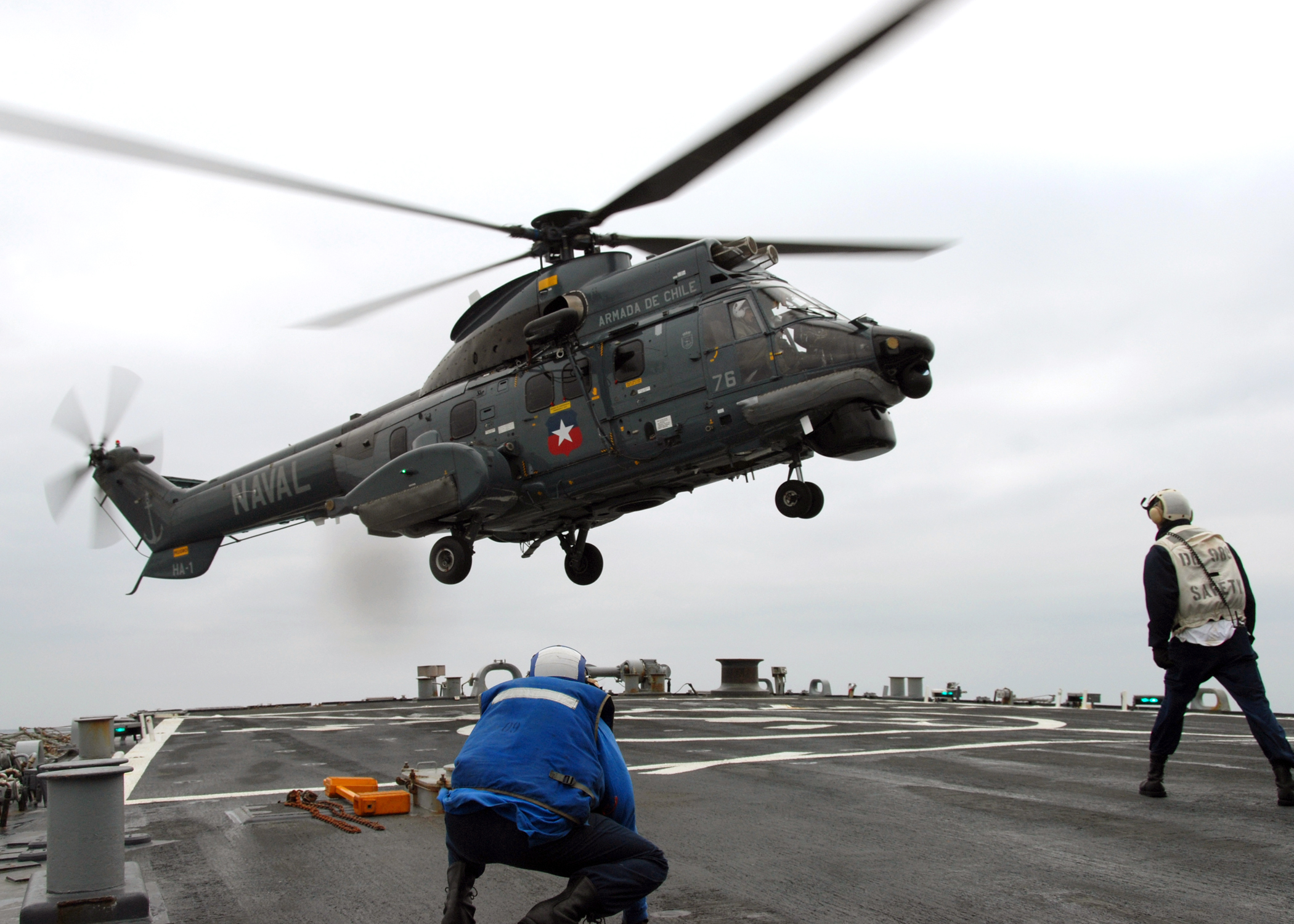
Marinehubschrauber SH-32 Super Puma
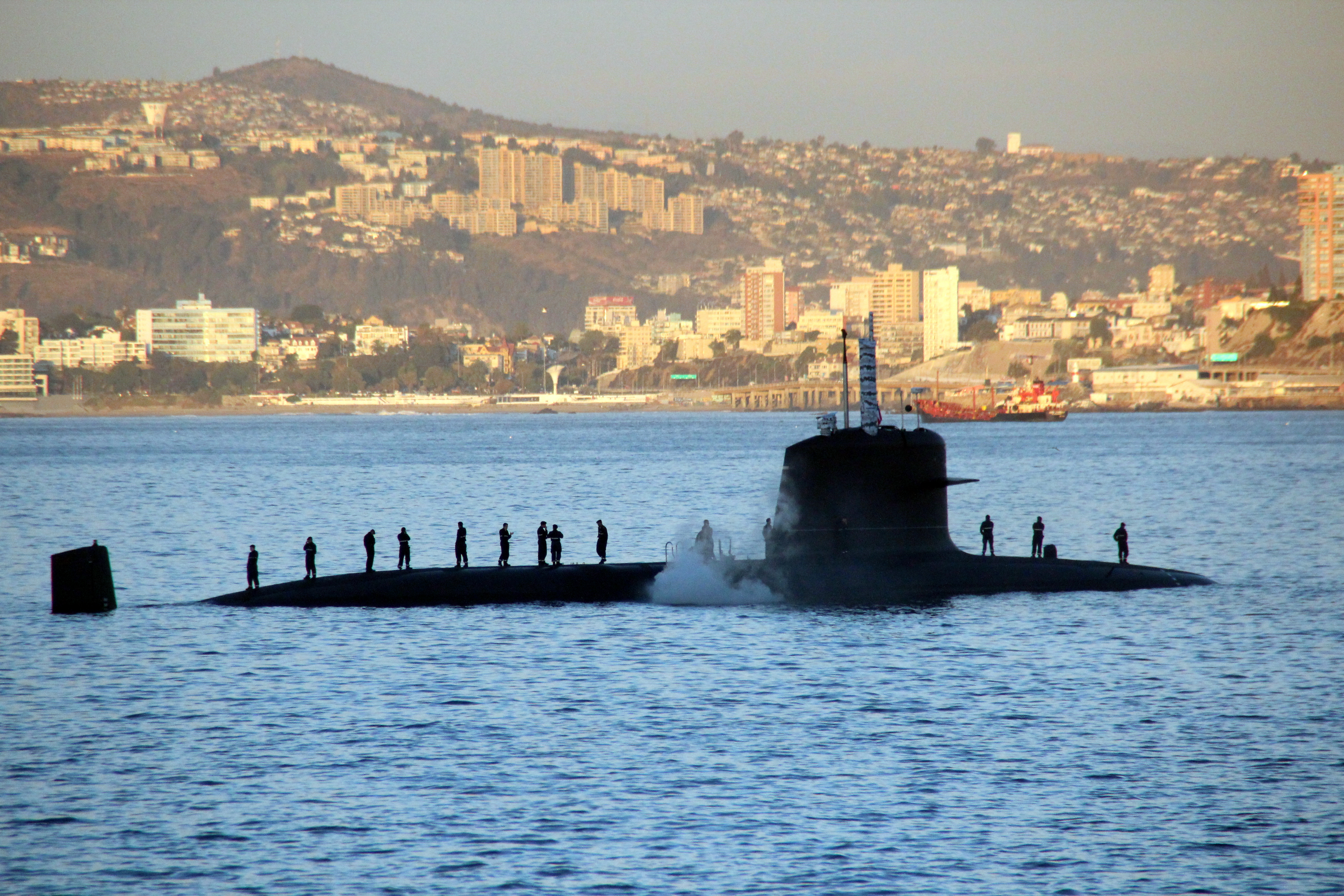
U-Boot der Scorpène-Klasse nahe Valparaíso

### Marinewerft
Die Armada de Chile unterhält eine Werft mit drei Stützpunkten, die Astilleros y Maestranzas de la Armada – ASMAR.

### Marineflieger
Die Marineflieger besitzen zurzeit (Stand Ende 2022) die folgenden Luftfahrzeuge:
- Seeaufklärer und Patrouillenflugzeuge
  - 2× P-3ACH Orión (1 sollte  nach Zulauf der P-295 ausgemustert werden, zwei Flugzeuge wurden ab 2017 komplett überholt für eine Einsatzzeit bis 2037)[8]
  - 3× CASA C-295
  - 4× Embraer EMB 110
  - 7× Partenavia P.68
- Hubschrauber
  - 7× AS532
  - 8× Eurocopter AS/SA365
  - 3× Eurocopter AS 350 (2 weitere sind bestellt)
  - 4× Bölkow Bo 105
- Trainingsflugzeuge
  - 7× Pilatus PC-7, Fortgeschrittentrainer

## Luftwaffe (Fuerza Aérea de Chile)

Wappen der Fuerza Aérea de Chile

Die Luftwaffe (FACh) wird von General Hugo Rodríguez geführt und ist 11.050 Soldaten stark.

### Stützpunkte
Die Luftwaffe besteht aus fünf Luftbrigaden mit Hauptquartieren auf den folgenden Militärflugplätzen, von Norden nach Süden:
- Base Aérea „Los Cóndores“, Iquique, Región de Tarapacá, 1. Brigade
- Base Aérea „Cerro Moreno“, Antofagasta, Región de Antofagasta, 5. Brigade
- Base Aérea Pudahuel, Santiago de Chile, Región Metropolitana, 2. Brigade
- Base Aérea „El Tepual“, Puerto Montt, Región de los Lagos, 3. Brigade
- Base Aérea „Chabunco“, Punta Arenas, Región de Magallanes y de la Antártica Chilena, 4. Brigade

Auf dem Festland sind Einheiten der chilenischen Luftstreitkräfte auf weiteren Plätzen stationiert.
- Base Aérea „El Bosque“, Santiago, Región Metropolitana
- Base Aérea „Los Cerillos“, Santiago, Región Metropolitana
- Base Aérea „Maquehue“, Temuco, Región de la Araucanía
- Base Aérea „Quintero“, Valparaíso, Región de Valparaíso

Sie unterhält ferner die Base Aérea “Teniente Rodolfo Marsh” auf der King-George-Insel in der Antarktis und unterhält auch eine kleine Präsenz auf dem Flughafen Mataveri der Osterinsel.

### Ausrüstung
Die Luftwaffe gehört neben der Brasiliens zu der am besten ausgestatteten Luftstreitkraft Südamerikas. Sie verfügt u. a. über
- 46× F-16 Fighting Falcon
- 13× Northrop F-5E Tiger III Plus Abfangjäger

sowie eine Reihe von Transportfliegern, Tanker und Schulflugzeuge.
|  | Fuerza Aérea de Chile (Abzeichen) |  | Fuerza Aérea de Chile (Kokarde) |

## Nationale Polizei (Carabineros de Chile)

Wappen der Carabineros de Chile

Durch die Zusammenfassung regionaler und teilweise bereits zentralisierter parallel bestehender Polizeieinheiten wurde 1927 die heutige Institution Carabineros de Chile als einheitliche nationale Polizei gegründet. Nach dem Militärputsch 1973 wurde die chilenische Polizei vollständig dem Verteidigungsministerium unterstellt, seit 2011 untersteht die Institution wieder direkt dem Innenministerium. Generaldirektor Ricardo Yáñez leitet die rund 44.700 Mann starken Polizeikräfte. Die Hauptaufgaben umfassen den allgemeinen vollzugspolizeilichen Dienst in den Städten und auf dem Land, den – gerade in ländlichen Gebieten auch oft sozialen – Dienst an der Gesellschaft, die Aufklärung von Kriminalfällen, die Kontrolle und Sicherung des Straßenverkehrs, die Bekämpfung der Drogenkriminalität und die Grenzkontrolle.